# Arroyo Club Polideportivo
El Arroyo Club Polideportivo es un club de fútbol de España, de la localidad de Arroyo de la Luz, (Cáceres). Fue fundado en 1968 y su equipo juega en el grupo XIV de la Tercera Federación.

## Historia
El Arroyo Club Polideportivo fue fundado en septiembre de 1968 aunque no sería inscrito en la Federación Extremeña de Fútbol hasta 1970, con el nombre actual.
Empezaría a jugar en las categorías regionales del fútbol en Extremadura en 1977, donde se mantendría hasta 1997 cuando el equipo consigue su primer ascenso a Tercera División. En la temporada 1997-98 debutaría en la categoría, descendiendo ese mismo año tras quedar antepenúltimo.
Más tarde volvería a Tercera División en 2002, logrando mantenerse hasta la temporada 2004-05, año en el que volvió a Regional Preferente tras acabar como colista.
En 2009 Juan Bermejo llegaría a la presidencia del club con el objetivo de llevarlo hasta la categoría de bronce. Volviendo el equipo en la temporada siguiente a Tercera División.
En la temporada 2009-10 se clasifica por primera vez en su historia para jugar la fase de ascenso a Segunda División B como cuarto clasificado del grupo XIV, pero fue derrotado en la primera eliminatoria por el C. D. Alfaro de La Rioja.
La temporada 2010-11 vuelve a clasificarse para jugar la fase de ascenso a Segunda División B, esta vez como tercer clasificado. En esta ocasión su rival sería la Gimnástica Segoviana, que volvería a dejar sin ascenso al equipo extremeño tras vencer el equipo segoviano con un global de 1-2.

### Ascenso a Segunda División B
En la temporada 2011-12, el club vuelve a intentar el ascenso a Segunda División B. Tras no perder ningún encuentro en las 26 primeras jornadas, lograría en la jornada 34 tras ganar con rotundidad por 7-0 al CP Sanvicenteño, junto a la victoria del Extremadura UD sobre el Díter Zafra, proclamarse campeón de Tercera División, por primera vez en su historia. En esta ocasión disputó la fase de ascenso como campeón de grupo, siendo la SD Ejea su rival en la fase de ascenso, al cual ganó por 1-2 en tierras aragonesas y, a pesar de la derrota por 0-1 en casa, consiguió por primera vez en su historia el ascenso a la categoría de bronce del fútbol español.
En la temporada 2012-13, el conjunto extremeño debutaría en la Segunda División B ante el CP Cacereño en un encuentro que finalizaría con empate a uno. La primera victoria llegaría en la tercera jornada cuando el Arroyo CP lograría vencer por 1 a 0 al Écija Balompié. Esta misma temporada el equipo debutaría en la Copa del Rey, en primera ronda se enfrentaría a La Roda CF al que lograría eliminar tras vencer por 2 goles a 1.En la siguiente ronda visitaría al Cádiz CF logrando volver a pasar de ronda el equipo arrayano tras ganar 1-2. En tercera ronda viajaría al País Vasco para medirse a la SD Eibar en Ipurúa donde el conjunto visitante mantendría el empate sin goles hasta la prórroga, pero un gol en el minuto 110 daría el pase al conjunto armero. En liga lograría sellar la permanencia en la última jornada tras empatar a 0 frente al UCAM Murcia, terminando el campeonato en decimoquinta posición.
En la segunda temporada en la categoría de bronce el equipo comenzaría con una racha de derrotas a domicilio que se prolongó hasta enero de 2014, cuando en el primer partido del año, fuera de casa, ante el Atlético Sanluqueño, consiguió su primer empate a domicilio tras quedar 1-1. Tras el encuentro el hasta entonces entrenador del equipo, Juan Marrero, abandonaría la entidad por motivos personales. Tras lo sucedido llegaría al club José Francisco Grao. Tras conseguir enlazar buenos resultados en la segunda vuelta lograría la salvación matemática en la última jornada de liga ante el Córdoba CF "B", donde un gol de Miguel Ángel Espinar en el minuto 77 salvó al conjunto extremeño.
La temporada 2014-15 comenzaría con la salida del presidente Juan Bermejo de la entidad, tras seis años liderando el proyecto, dejando en duda si el equipo podría sin él salir a competir en Segunda División B.Finalmente unos días después, Teodora Ramos, la esposa del anterior presidente, sería elegida nueva presidenta del club, asegurando la presencia del equipo en la tercera categoría del fútbol español.En liga el equipo comenzaría con una victoria ante el Sevilla Atlético, a lo largo de la temporada se mantendría en puestos de permanencia pero una racha de varias derrotas consecutivas al final de la temporada llevarían al equipo a no depender de sí mismo en la última jornada, que a pesar de vencer por 3 goles a 0 al Cádiz CF, quedaría decimoséptimo en la tabla y descendería a Tercera División.

### Vuelta a la Tercera División
En la vuelta a la Tercera División, el conjunto arrayano volvería a buscar el ascenso. Tras una buena temporada el equipo quedaría en tercera posición clasificándose para la promoción de ascenso, el rival sería el CD Azuqueca al que no lograrían vencer tras perder 1-0 en la ida y a pesar ganar en 2-1 en la vuelta en casa, quedándose sin ascenso.
En las próximas temporadas el equipo iría a menos, empezando a ocupar la posiciones de abajo de la liga. En la temporada 2020-21 lograría clasificarse para la fase de ascenso a Segunda División RFEF pero tras perder por 1-2 ante la UP Plasencia se quedaría sin posibilidades asegurándose de todas formas su presencia en la Tercera División RFEF la próxima temporada.
En la nueva categoría, lograría acabar la temporada 2021-22 en quinta posición clasificándose para la fase de ascenso a Segunda Federación. En la primera ronda se enfrentaría al Moralo CP, donde quedaría eliminado tras perder por 3 goles a 0.

## Datos del club
- Dirección: Av. Las Acacias s/n 10900. Arroyo de la Luz, Cáceres
- Teléfono: 927 272 198
- Móvil: 609 787 403
- Fax: 927 271 676
- Presupuesto: 450.000 €
- Patrocinador: Grupo Manzano, Ferroluz
- Marca: Pelayo Sports
- Temporadas en Segunda División B: 3
- Temporadas en Tercera Federación: 4
- Temporadas en Tercera División: 13
- Temporadas en Regional Preferente: 12
- Peñas: Frente Arroyano.
- Abonados: 400 aproximadamente

## Palmarés

### Torneos nacionales
| Competición nacional   | Títulos | Subcampeonatos |
| ---------------------- | ------- | -------------- |
| Tercera División (1/0) | 2011-12 |                |

### Torneos regionales
| Competición regional                  | Títulos          | Subcampeonatos   |
| ------------------------------------- | ---------------- | ---------------- |
| Fase autonómica Copa RFEF (2/0)       | 2014-15, 2019-20 |                  |
| Primera División Extremeña (2/0)      | 1996-97, 2001-02 |                  |
| Segunda División Extremeña (0/2)      |                  | 1990-91, 1993-94 |
| Segunda Regional de Extremadura (1/1) | 1977-78          | 1979-80          |

## Temporadas
| Temporada | División | Puesto |
| --------- | -------- | ------ |
| 1977-78   | 2.ª Reg  | 1º     |
| 1978-79   | 2.ª Reg  | 8º     |
| 1979-80   | 2.ª Reg  | 2º     |
| 1980-81   | 1.ª Reg  | 4º     |
| 1981-82   | 1.ª Reg  | 5º     |
| 1982-83   | 2.ª Reg  | 5º     |
| 1983-84   | 2.ª Reg  | 3º     |
| 1984-85   | 2.ª Reg  | 5º     |
| 1985-86   | 1.ª Reg  | 9º     |
| 1986-87   | 1.ª Reg  | 16º    |
| 1987-88   | 1.ª Reg  | 5º     |
| 1988-89   | 1.ª Reg  | 7º     |
| 1989-90   | 1.ª Reg  | 5º     |
| 1990-91   | 1.ª Reg  | 2º     |
| 1991-92   | Reg Pref | 20º    |
| 1992-93   | 1.ª Reg  | 5º     |
| 1993-94   | 1.ª Reg  | 2º     |
| 1994-95   | Reg Pref | 11º    |
| 1995-96   | Reg Pref | 8º     |
| 1996-97   | Reg Pref | 1º     |
| 1997-98   | 3.ª Div  | 18º    |
| 1998-99   | Reg Pref | 4º     |
| 1999-2000 | Reg Pref | 12º    |
| 2000-01   | Reg Pref | 10º    |

| Temporada | División | Puesto  |
| --------- | -------- | ------- |
| 2001-02   | Reg Pref | 1º      |
| 2002-03   | 3.ª Div  | 16º     |
| 2003-04   | 3.ª Div  | 16º     |
| 2004-05   | 3.ª Div  | 20º     |
| 2005-06   | Reg Pref | 7º      |
| 2006-07   | Reg Pref | 4º      |
| 2007-08   | Reg Pref | 5º      |
| 2008-09   | Reg Pref | 3º      |
| 2009-10   | 3.ª Div  | 4º      |
| 2010-11   | 3.ª Div  | 3º      |
| 2011-12   | 3.ª Div  | 1º      |
| 2012-13   | 2.ª B    | 15º     |
| 2013-14   | 2.ª B    | 14º     |
| 2014-15   | 2.ª B    | 18º     |
| 2015-16   | 3.ª Div  | 3º      |
| 2016-17   | 3.ª Div  | 15º     |
| 2017-18   | 3.ª Div  | 17º     |
| 2018-19   | 3.ª Div  | 14º     |
| 2019-20   | 3.ª Div  | 9º      |
| 2020-21   | 3.ª Div  | 5º / 4º |
| 2021-22   | 3.ª RFEF | 5º      |
| 2022-23   | 3.ª Fed  | 6º      |
| 2023-24   | 3.ª Fed  | 13º     |
| 2024-25   | 3.ª Fed  |         |

Fuente: futbol-regional.es